# Starověká řecká keramika

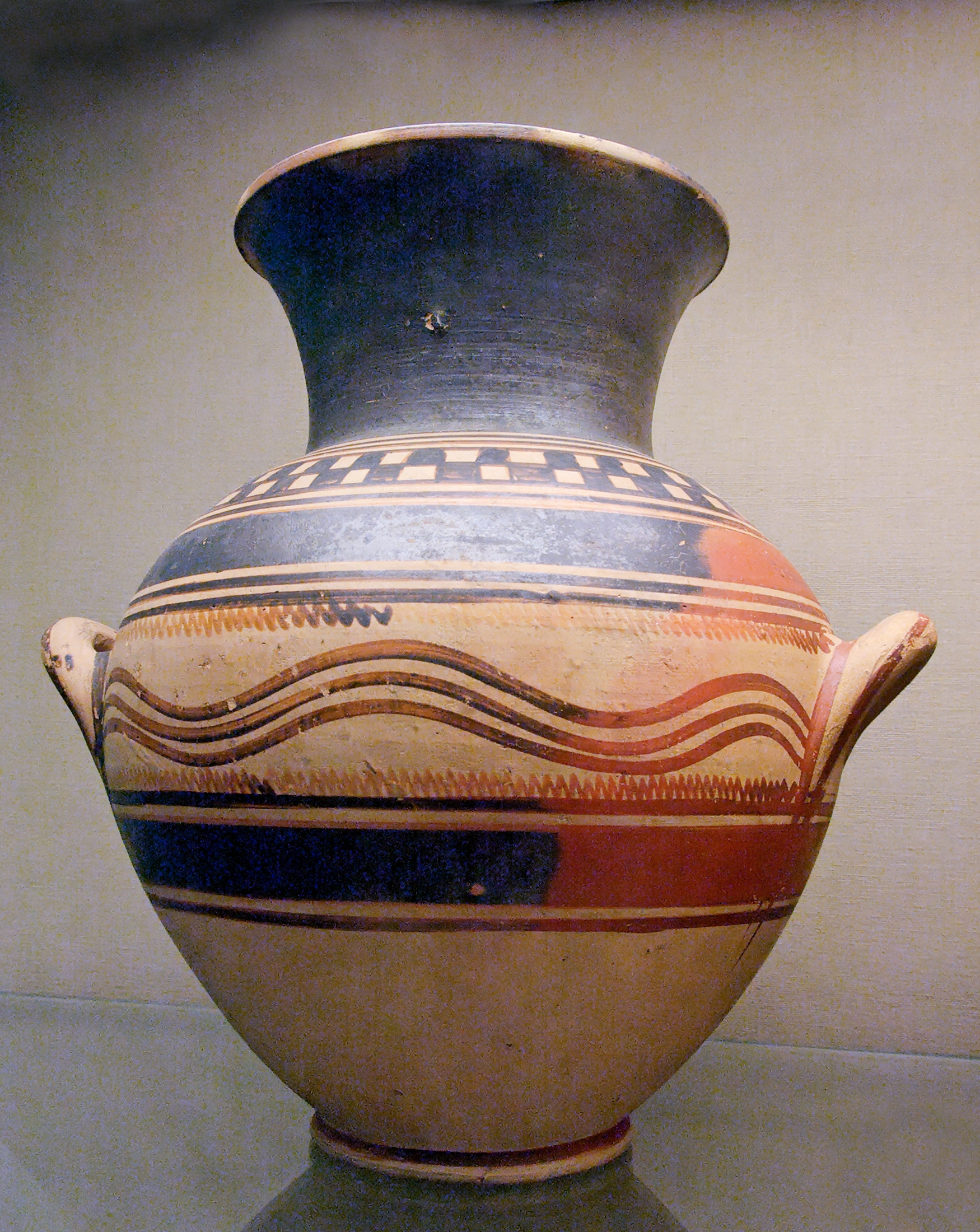
Protogeometrická amfora, Athény?, kolem -930

Starověká řecká keramika, hrnčířské výrobky řeckých obcí mezi 7. a 3. stoletím př. n. l., má významné místo nejen v dějinách keramiky, ale i výtvarného umění vůbec. V té době dosáhlo hrnčířské umění v Atice i v jiných částech Řecka a v jejich koloniích velmi vysoké úrovně, technické i umělecké. Vyrábělo se v manufakturách v poměrně velkém množství a vyváželo do celého Středomoří. Zároveň zde vznikala významná umělecká díla, někdy i podepsaná slavnými umělci.
Sbírky starověké řecké keramiky lze najít ve velkých muzeích a galeriích v Evropě, v USA, v Japonsku i jinde. V České republice má významnou sbírku starověké keramiky Národní galerie v paláci Kinských v Praze.

## Výroba

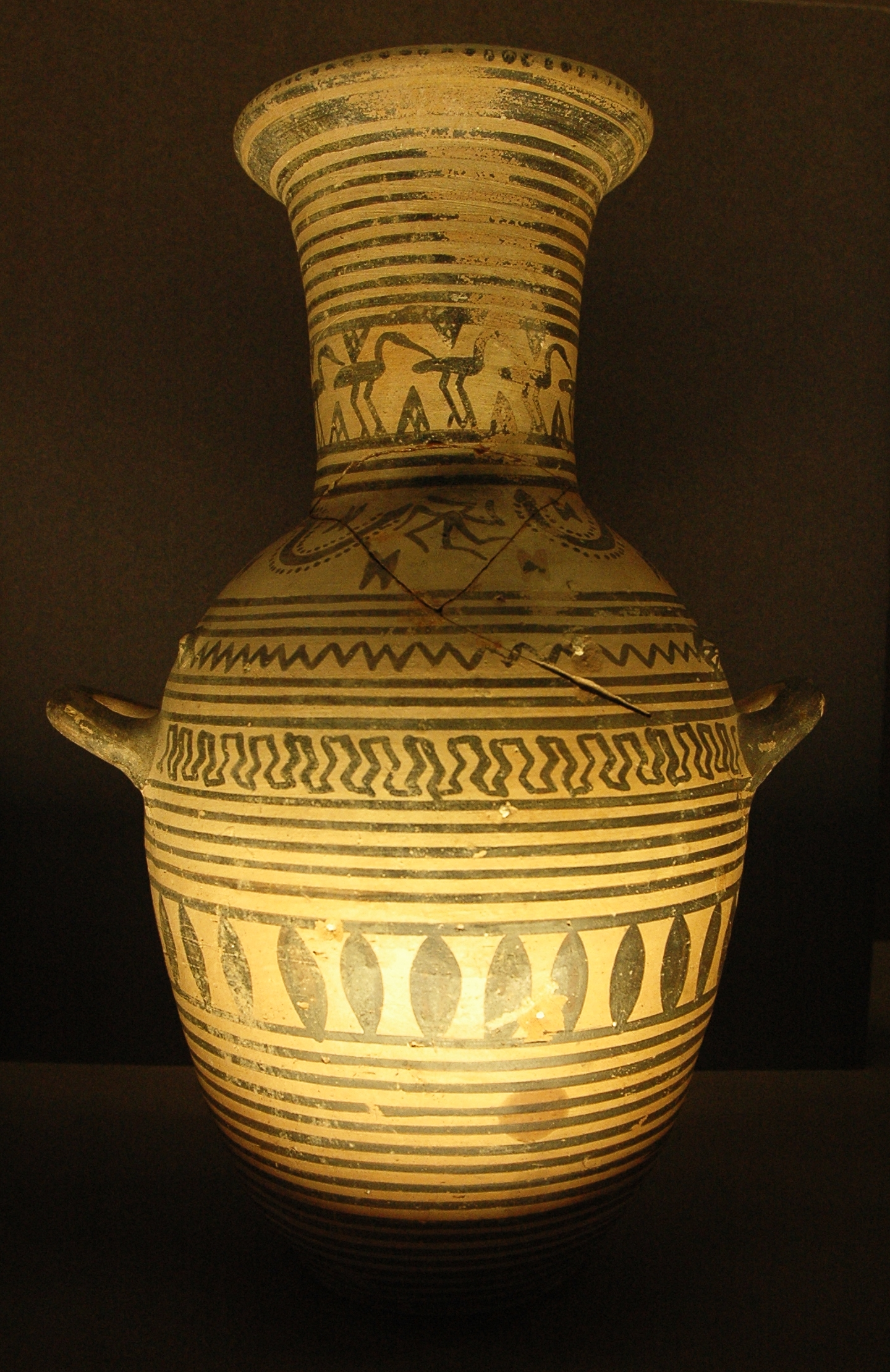
Geometrická hydria, po -700

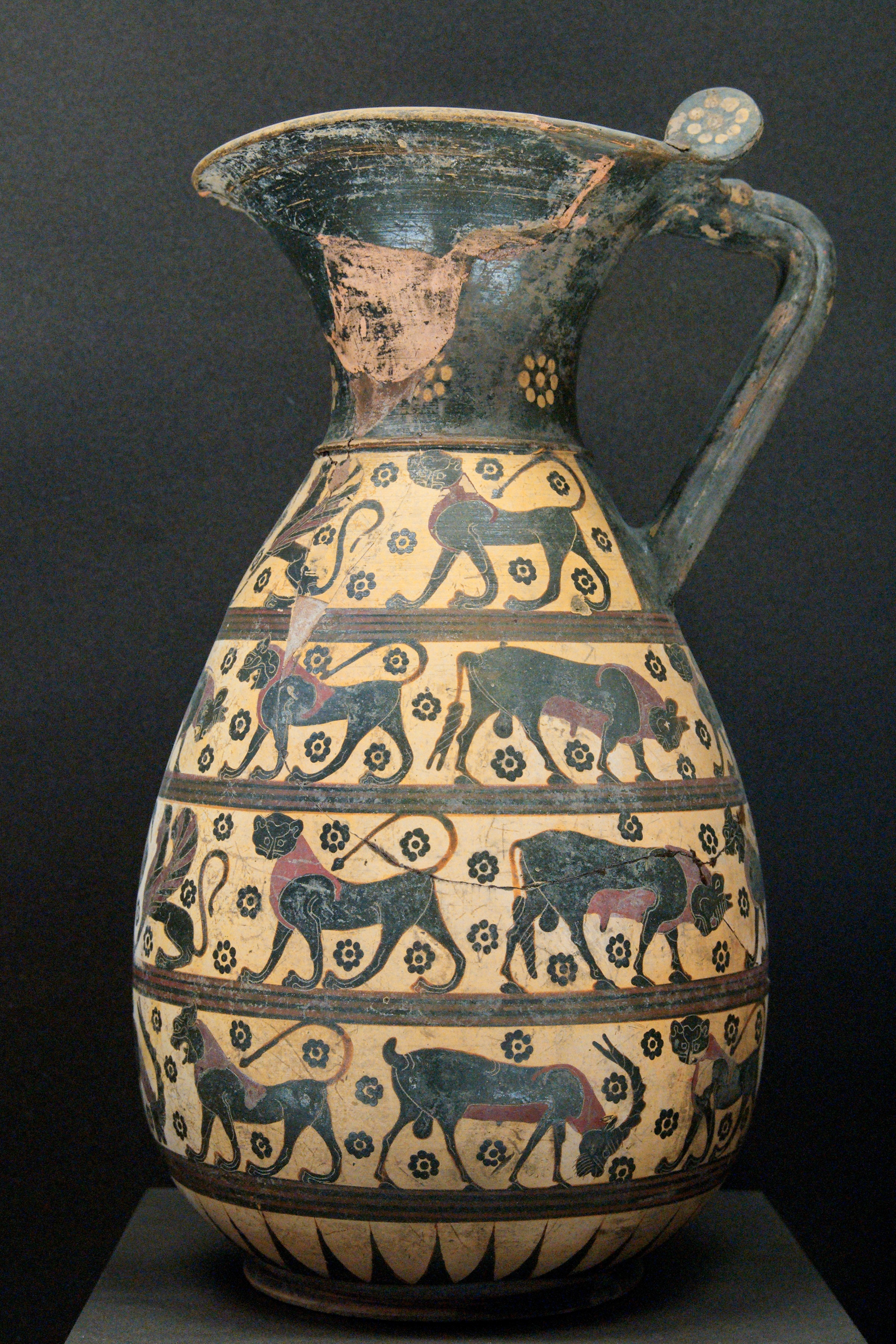
Orientalizující olpe, -640

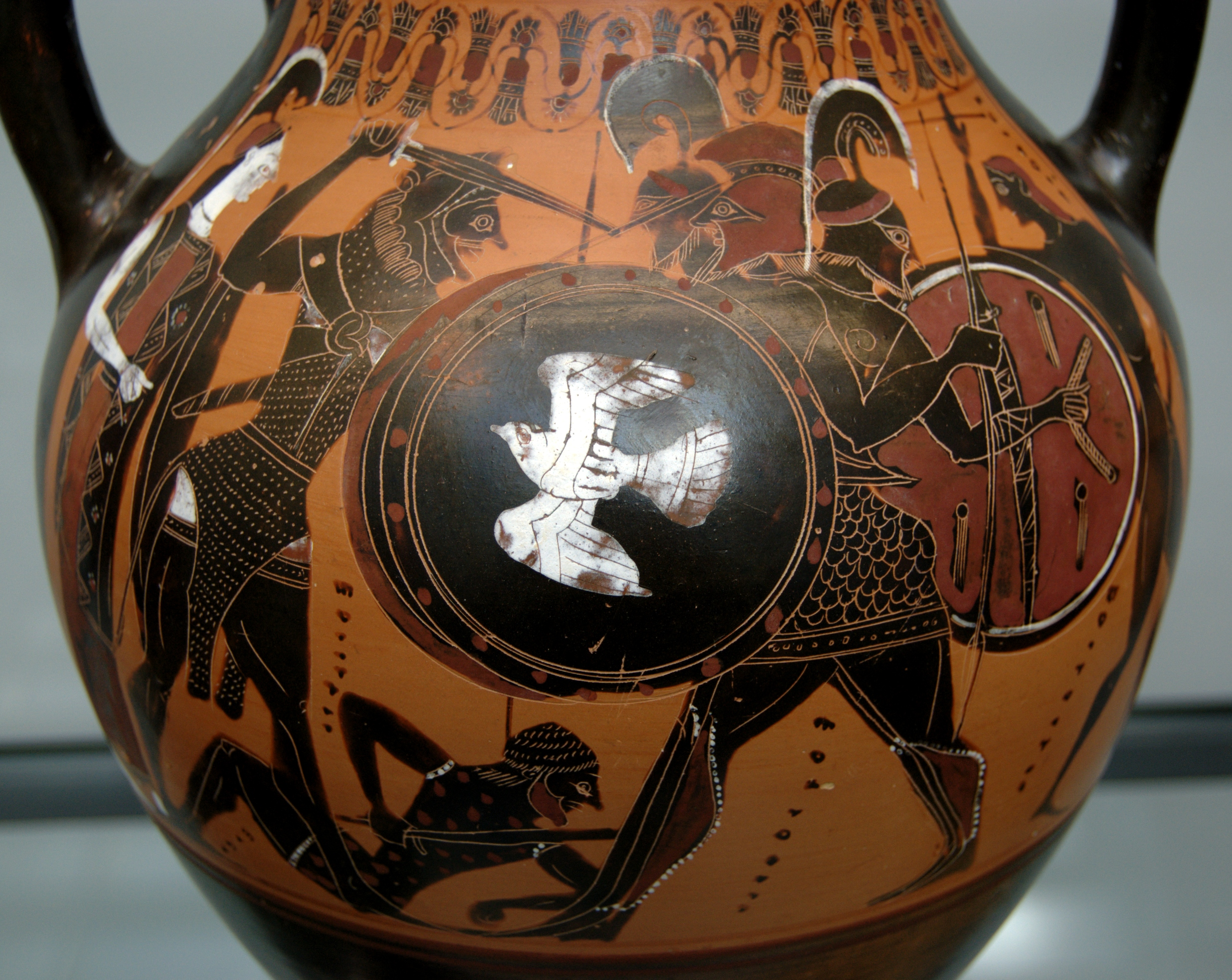
Černofigurová amfora, -540

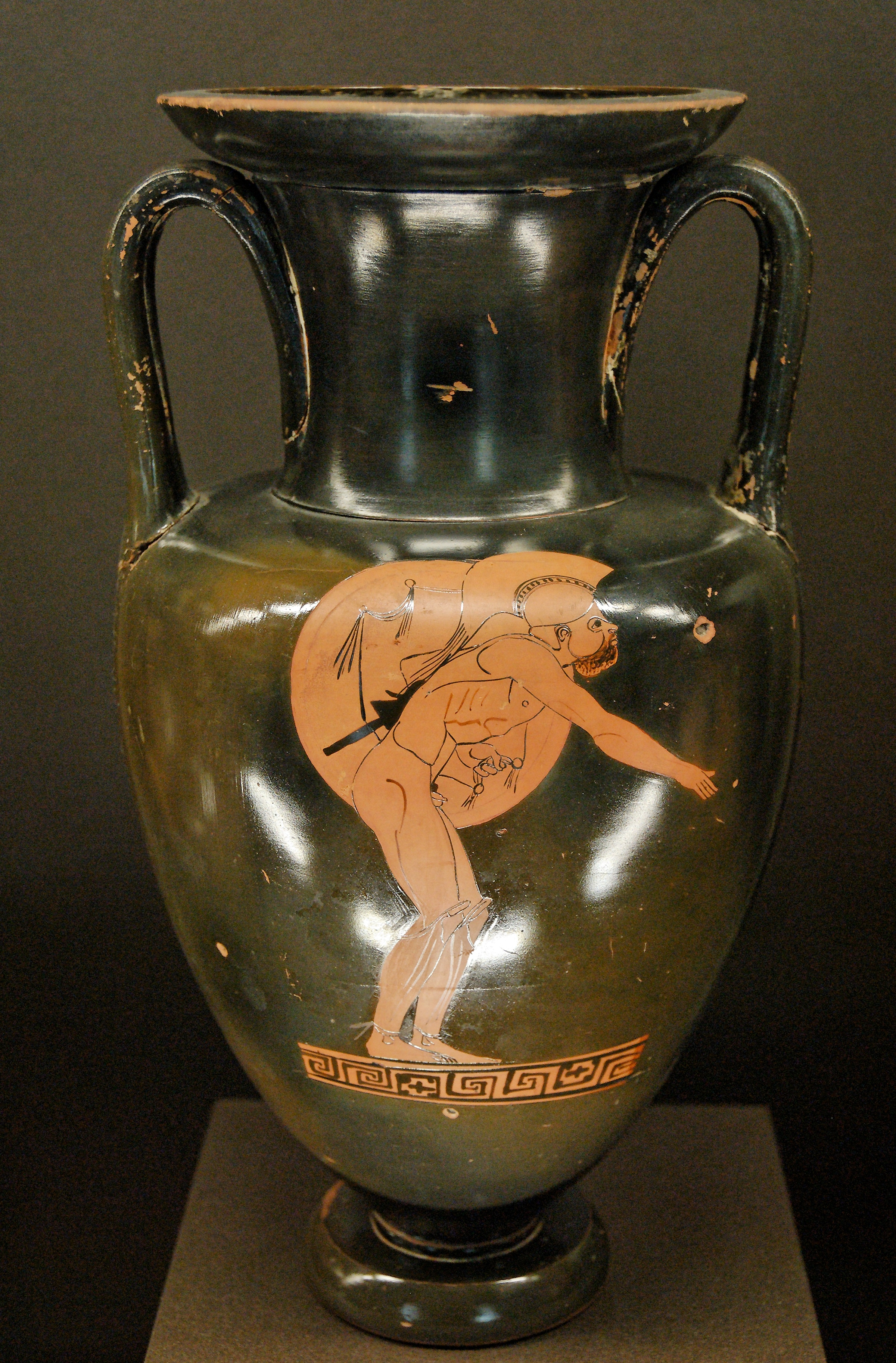
Červenofigurová amfora, -470

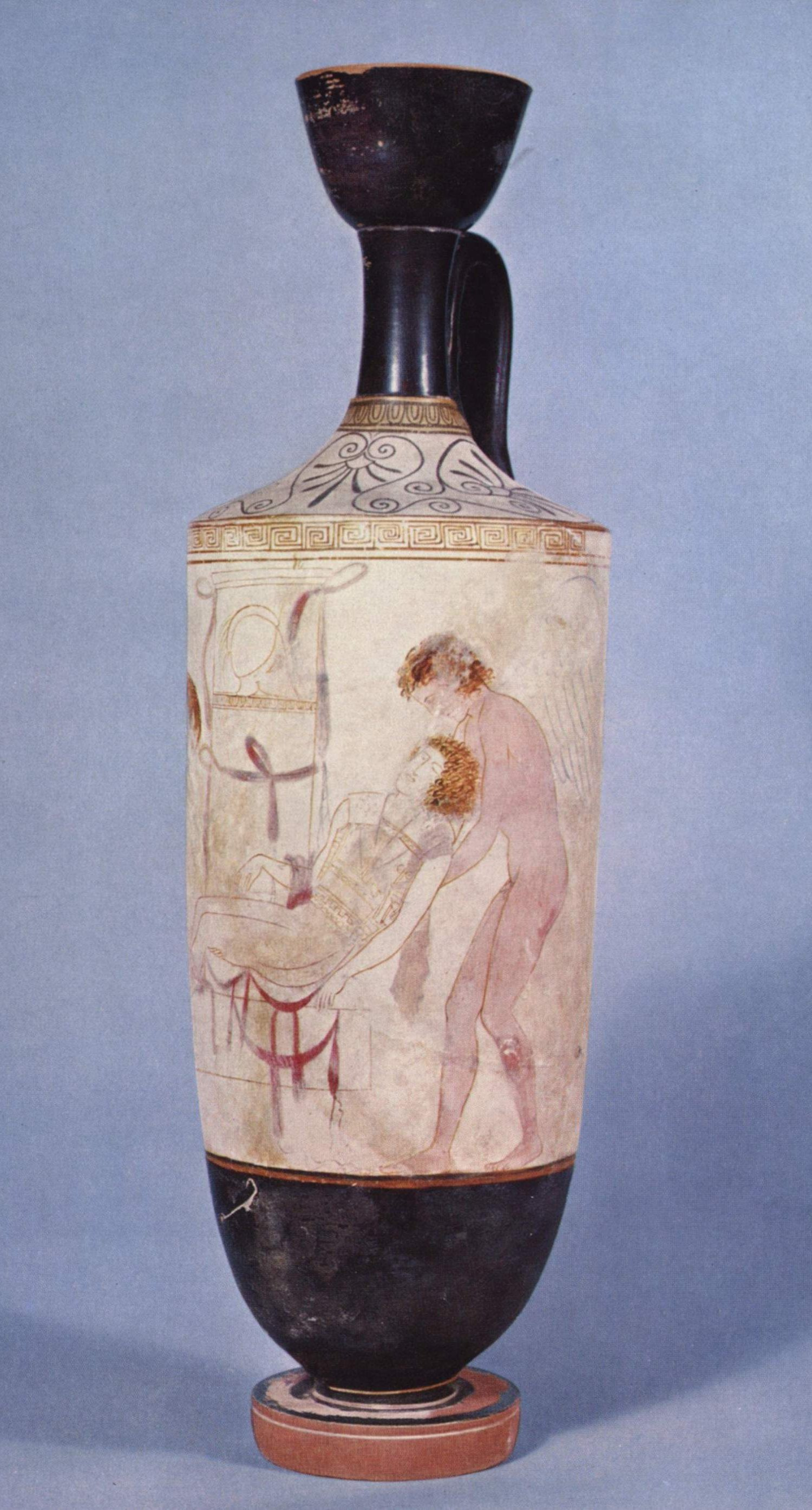
Bílý lékythos, -440

Hrnčířská výroba pálených nádob z hlíny je jedna z nejstarších technik a užívá se nejméně 12 tisíc let v Číně, v Japonsku i na Blízkém Východě, odkud se do Řecka také dovážela. Vykopaná jemná jílovitá hlína se nejprve plaví, aby se zbavila kaménků a nečistot. Pak se tvarovala buď v ruce, později vinutím z dlouhého pásku a zhruba od poloviny 3. tisíciletí př. n. l. se tvarovala na kruhu. Části nádoby se mohly tvarovat odděleně a spojovat řídkou hlínou, kterou se hotová nádoba nakonec také potřela. Pálení vysušené nádoby probíhalo ve třech fázích: v první za přístupu vzduchu a při teplotě kolem 800 °C celá zčervenala. Ve druhé fázi se přívod vzduchu uzavřel a teplota zvýšila asi na 950 °C, čímž zčernala. Ve třetí fázi se opět otevřel přívod vzduchu, takže nenatřené plochy zčervenaly (černý magnetit opět oxidoval na červený hematit), kdežto natřené zůstaly černé.

## Styly řecké keramiky
Ve výzdobě řecké keramiky se rozlišuje několik charakteristických stylů, které souvisejí i s technikou pálení a barvou střepu. Mínojská keramika vznikla ve 3. tisíciletí př. n. l. patrně na Krétě a vyvážela se také do Středomoří. Od 17. do 12. století př. n. l. sahá mykénská keramika, pozdější řecké velmi příbuzná.

### Protogeometrický a geometrický styl
Protogeometrická (12.-10. stol. př. n. l.) a geometrická (9.-8. stol.) keramika začíná patrně v Atice, odkud se rozšířila po celém Řecku a okolí. Dekoraci tvoří hlavně geometrické útvary, zprvu hlavně kruhové a oblé, později také trojúhelníky, meandry a podobně. Nádoby geometrického stylu jsou často zcela pokryty dekorací, takže se někdy mluví o „horror vacui“, strachu z prázdna.

### Orientalizující styl
Spolu s rozkvětem iónských kolonií v Malé Asii se v 8. a 7. století př. n. l. objevuje nejprve asi v Korintu a pak v Athénách nový bohatší a pestřejší styl. Prozrazuje východní vlivy a libuje si ve stylizovaných, ale dobře rozeznatelných podobách zvířat (lev) a mytologických gryfů, sfing atd.

### Černofigurový styl
Nový styl, velmi charakteristický pro vrcholnou řeckou keramiku, vznikl v Korintu a dále se rozvinul v Athénách mezi 7. a 5. stoletím př. n. l., užíval se však ještě několik století později. Obrysy černých postav a obrazců byly do usušené nádoby nejprve vyryty a pak plošně vyplněny jemnější řídkou hlínou. Další dekorace se dělaly hlínou, která po vypálení byla červená a bílá a obvykle krycí. Na černofigurové keramice se vyskytují nápisy a vrcholná díla byla podepsána malířem.

### Červenofigurový styl
Malování červenou minerální barvou na černém podkladě vzniklo patrně v Athénách koncem 6. stol. př. n. l. a užívalo se souběžně s černofigurovým stylem i s malbou na bílém pozadí. Dekorace se vyznačují jemností detailu i dokonalým rozvržením. V červenofigurovém stylu vznikla řada škol a známe jmenovitě řadu hrnčířů i malířů, někteří snad dělali obojí. Na některých nádobách z vrcholného období je patrný vliv soch v Parthenonu.

### Malba na bílém pozadí
Na rozdíl od předchozích technik, kde se nádoby zdobily před vypálením, malba na bílém pozadí se dělala až na vypáleném střepu. Dovolovala tak větší barevnost a dokonce i zlacení. Užívala se od konce 6. do 4. století př. n. l. a to hlavně na lekytech, úzkých bílých lahvičkách na olej, které se dávaly na hroby.

## Nejznámější typy řeckých hrnčířských nádob

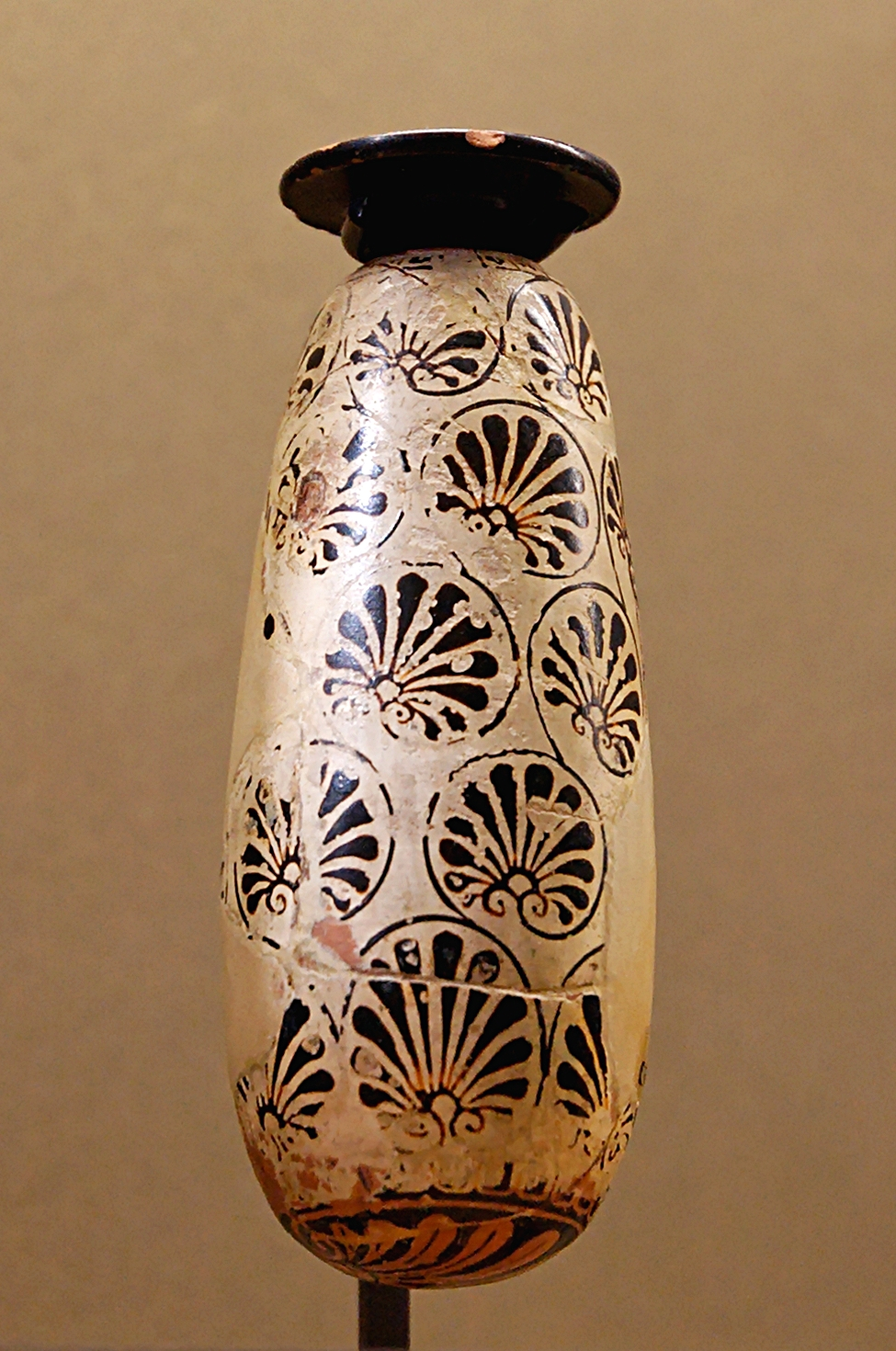
Alabastron
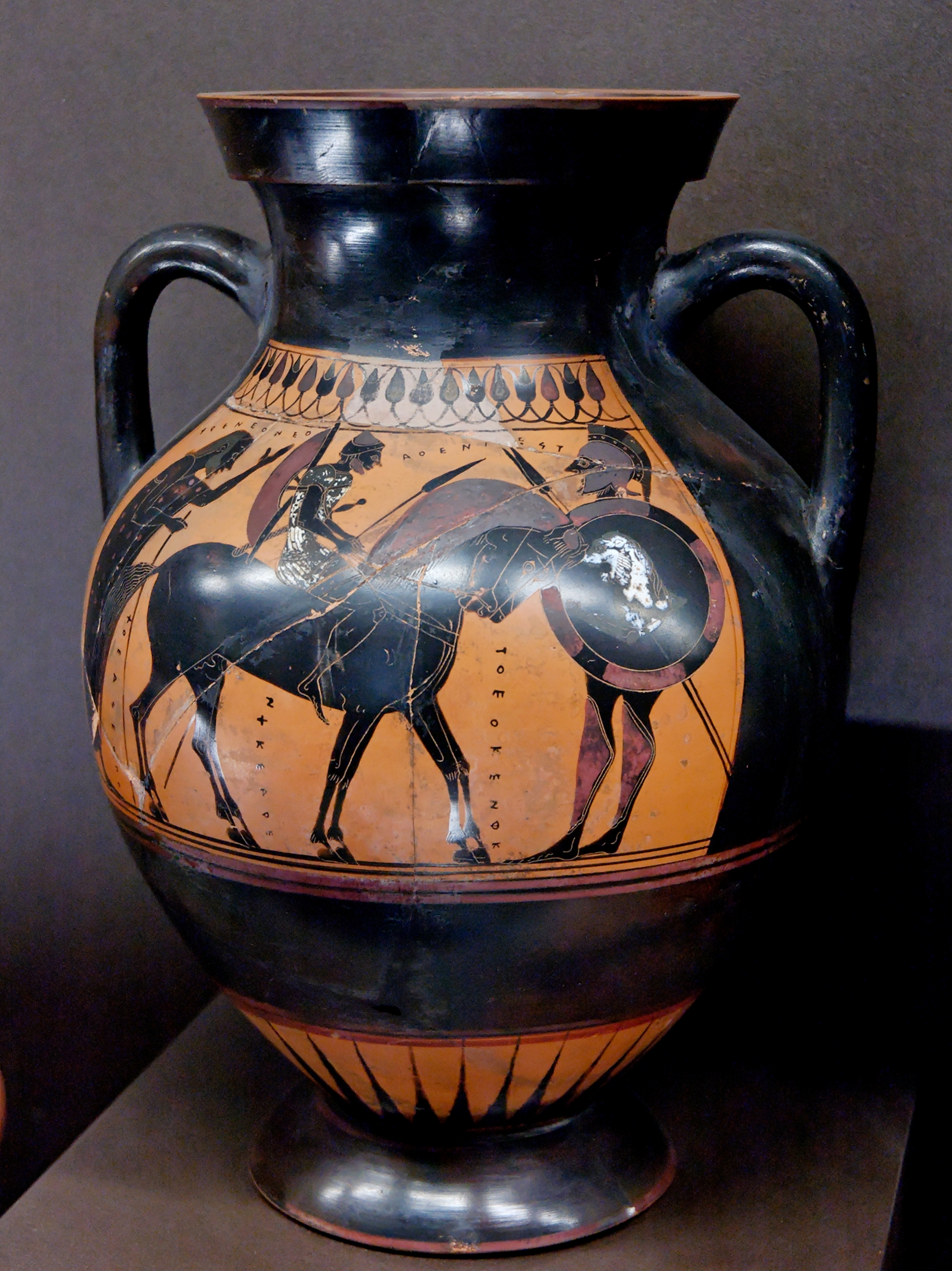
Amfora typ B.
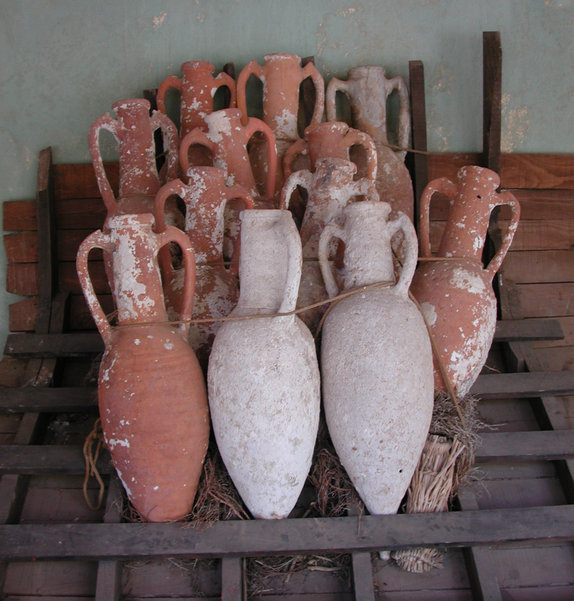
Dopravní amfory
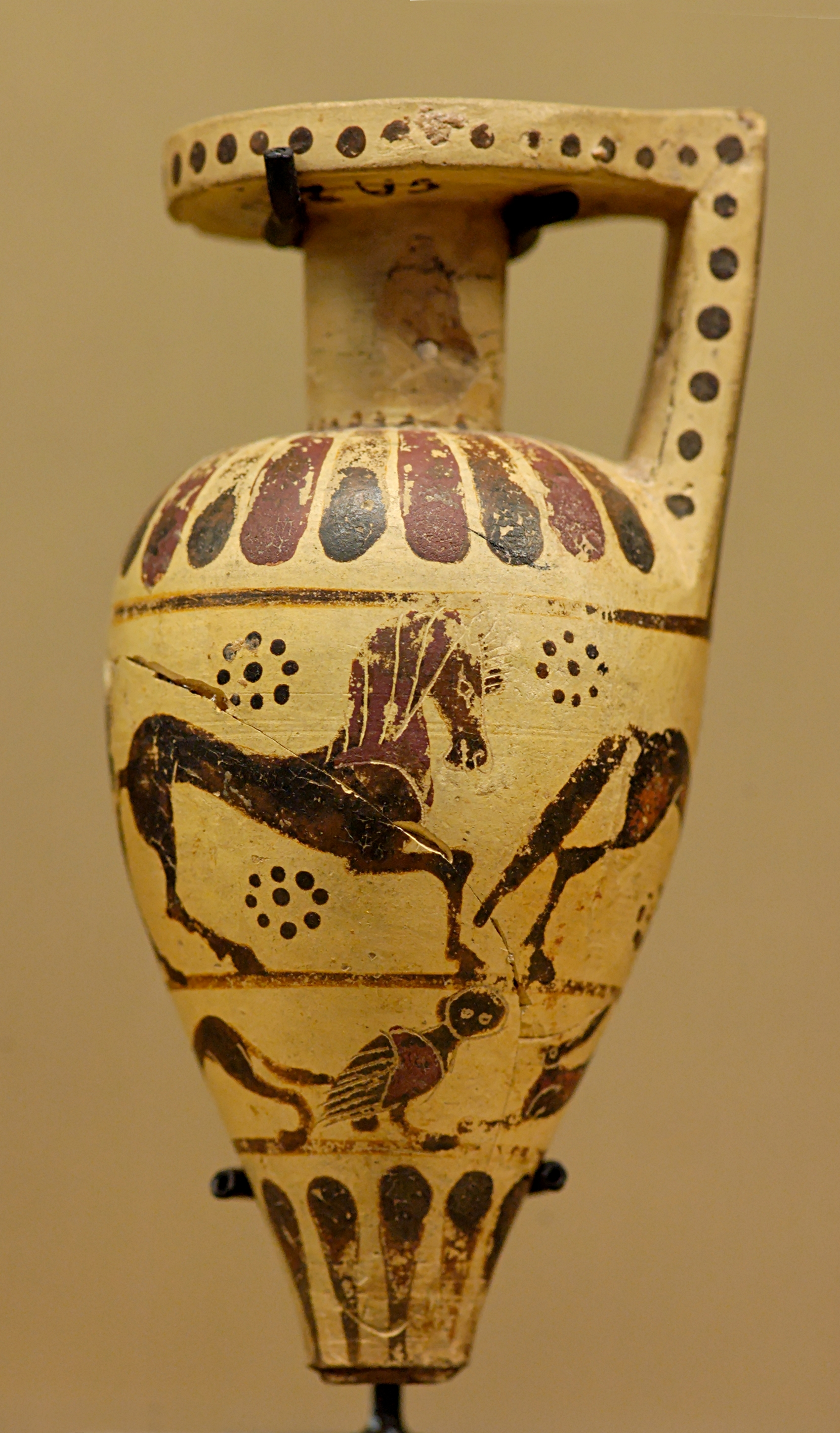
Hruškovitý aryballos
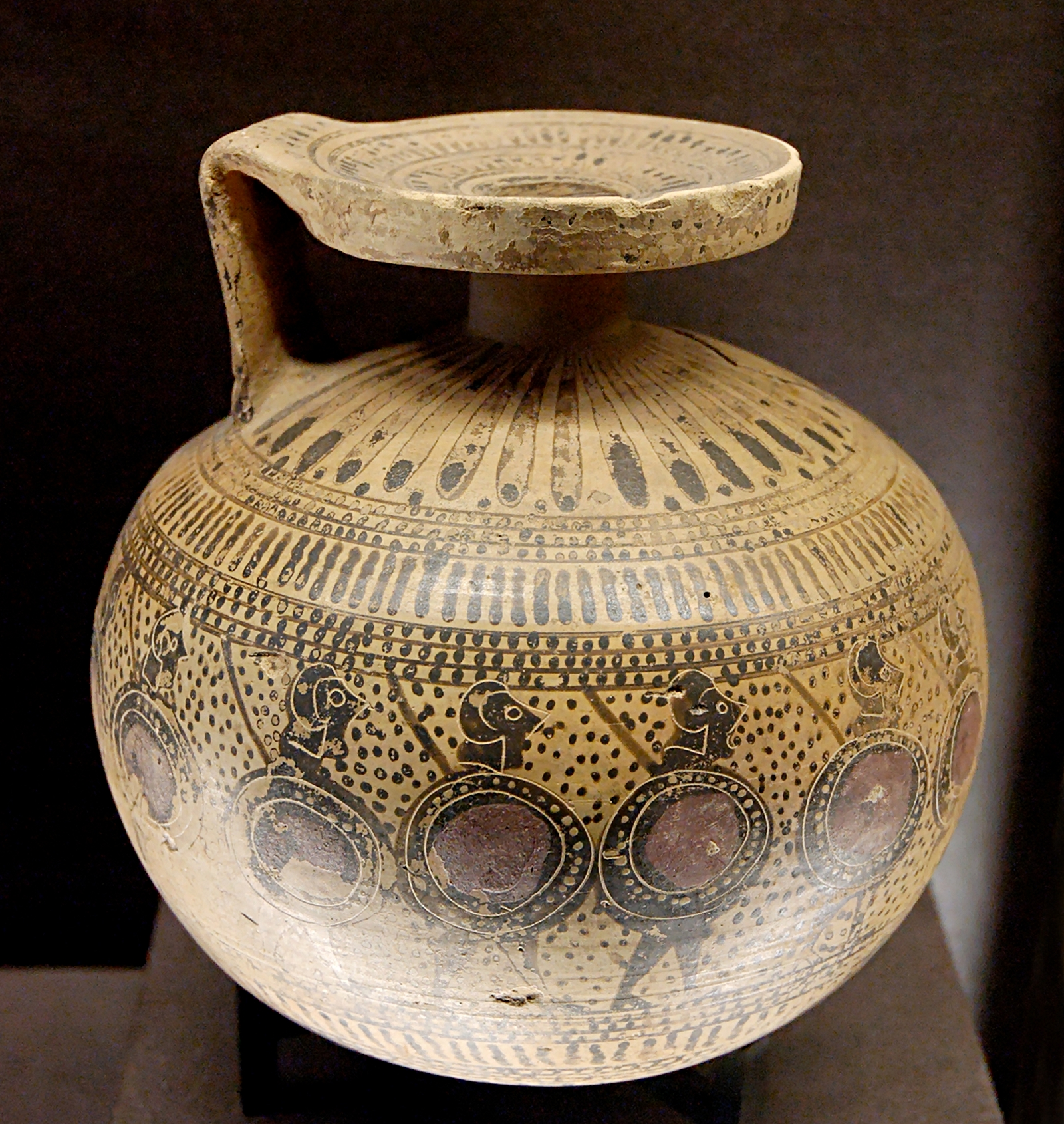
Kulovitý aryballos
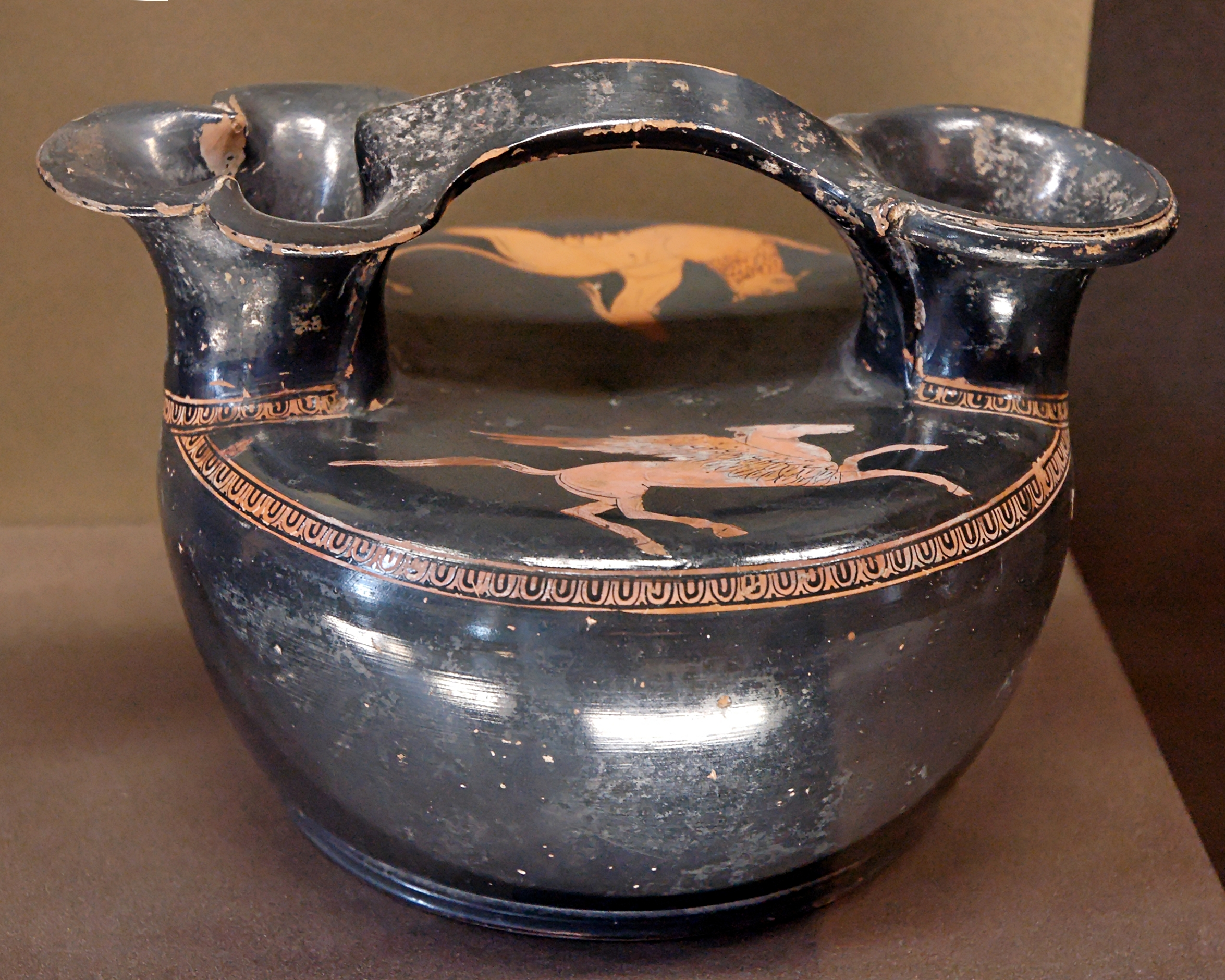
Askos
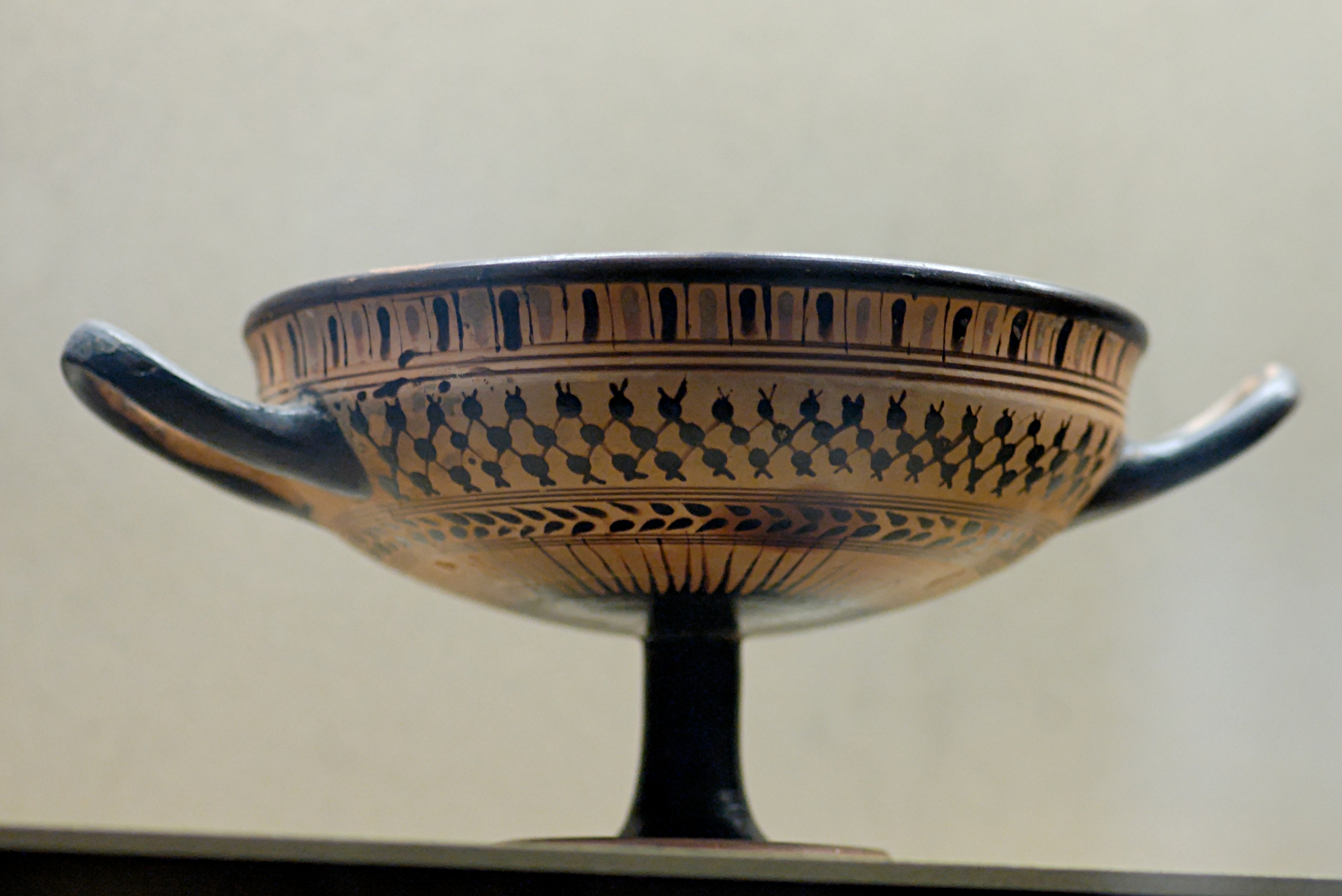
Kylix
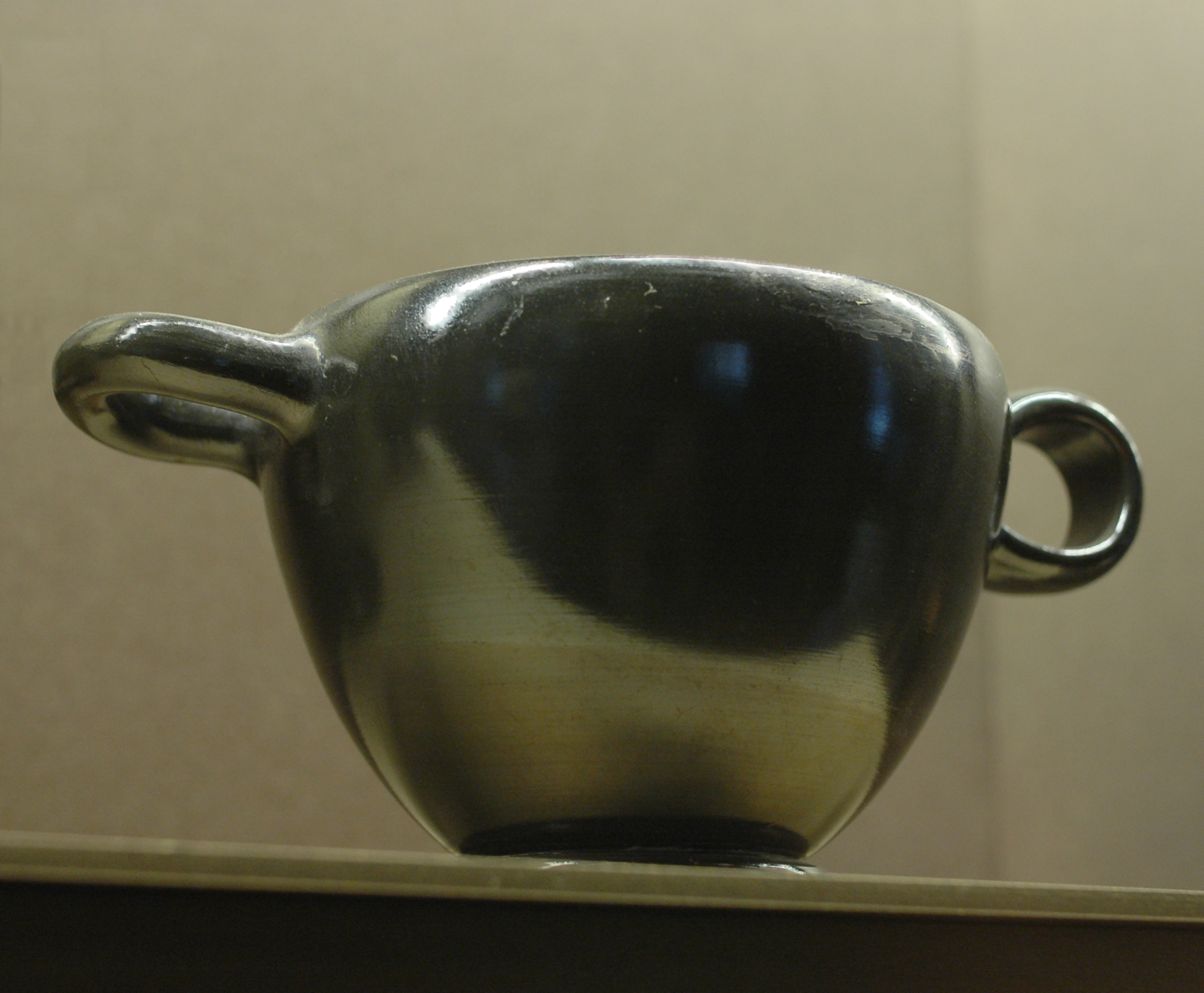
Skyfos
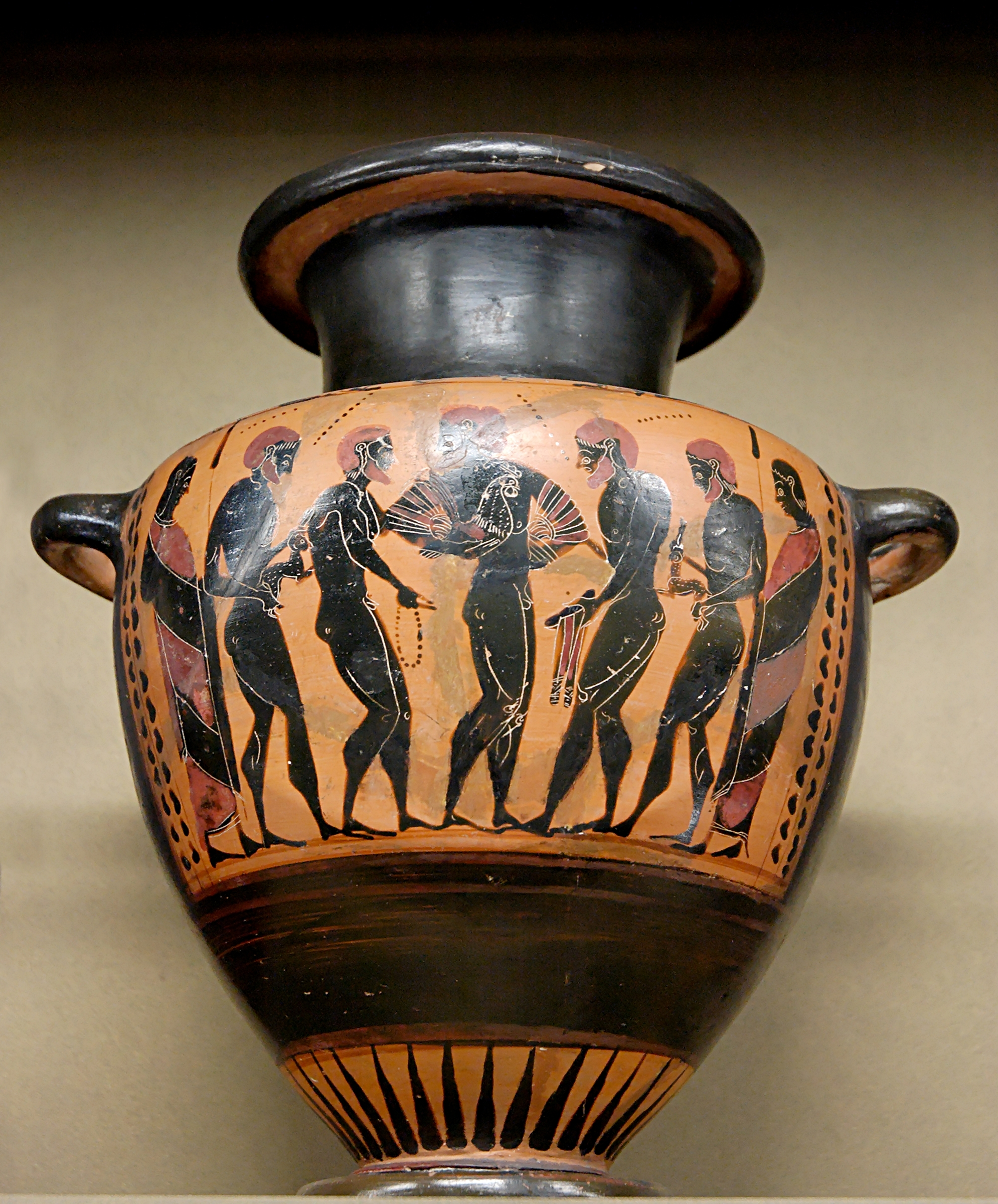
Černofigurová hydria
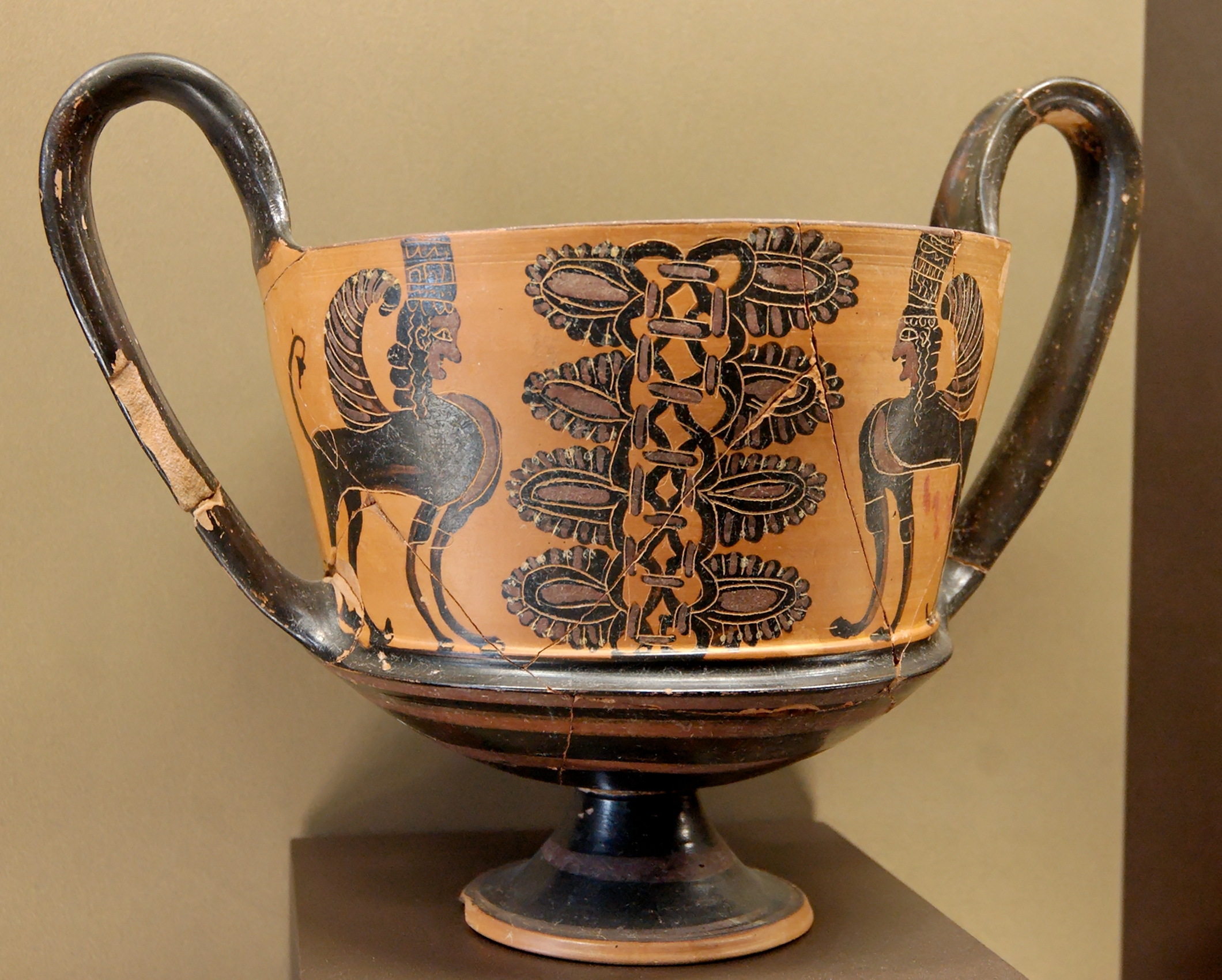
Kantharos typ A
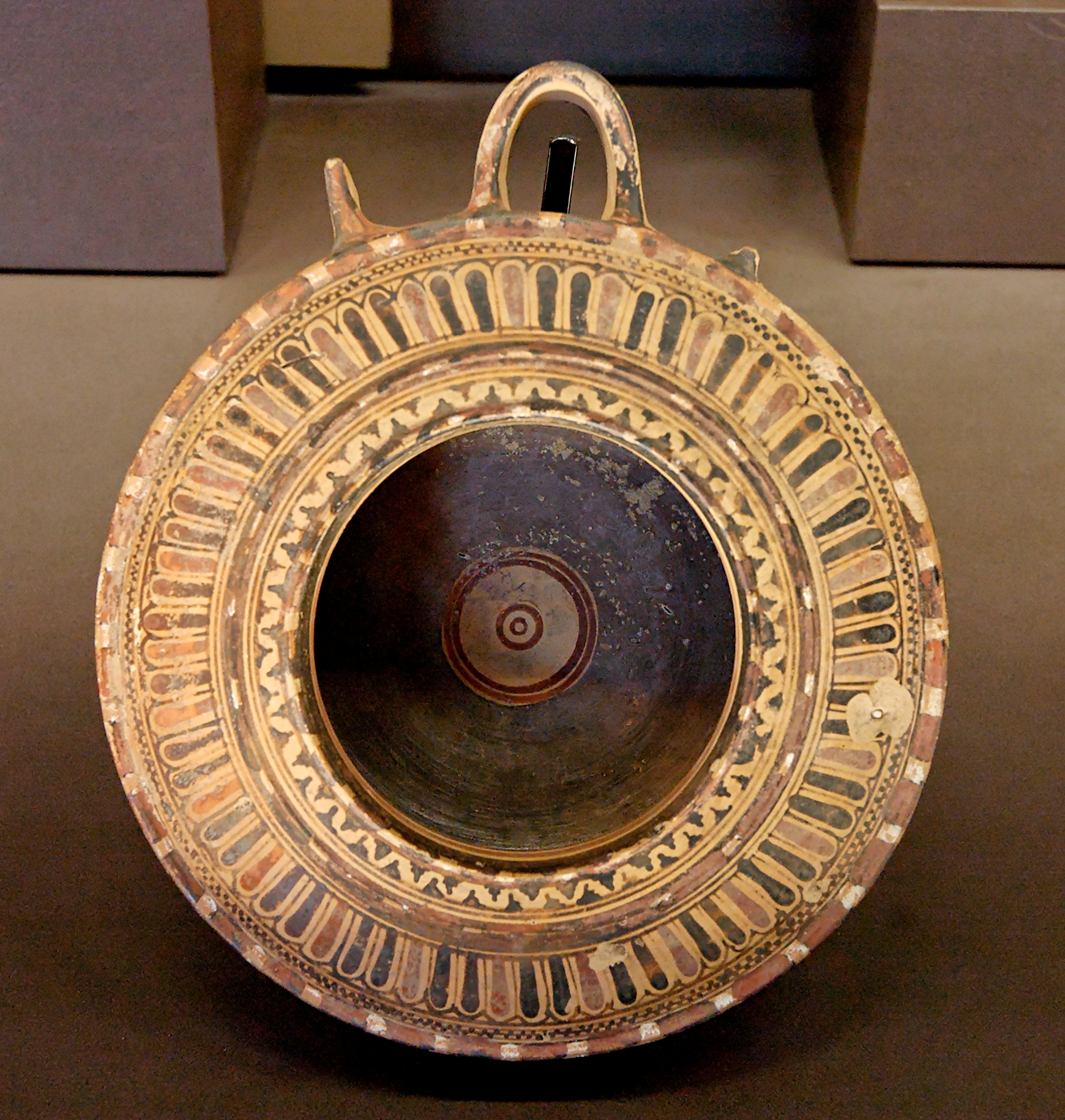
Kothon
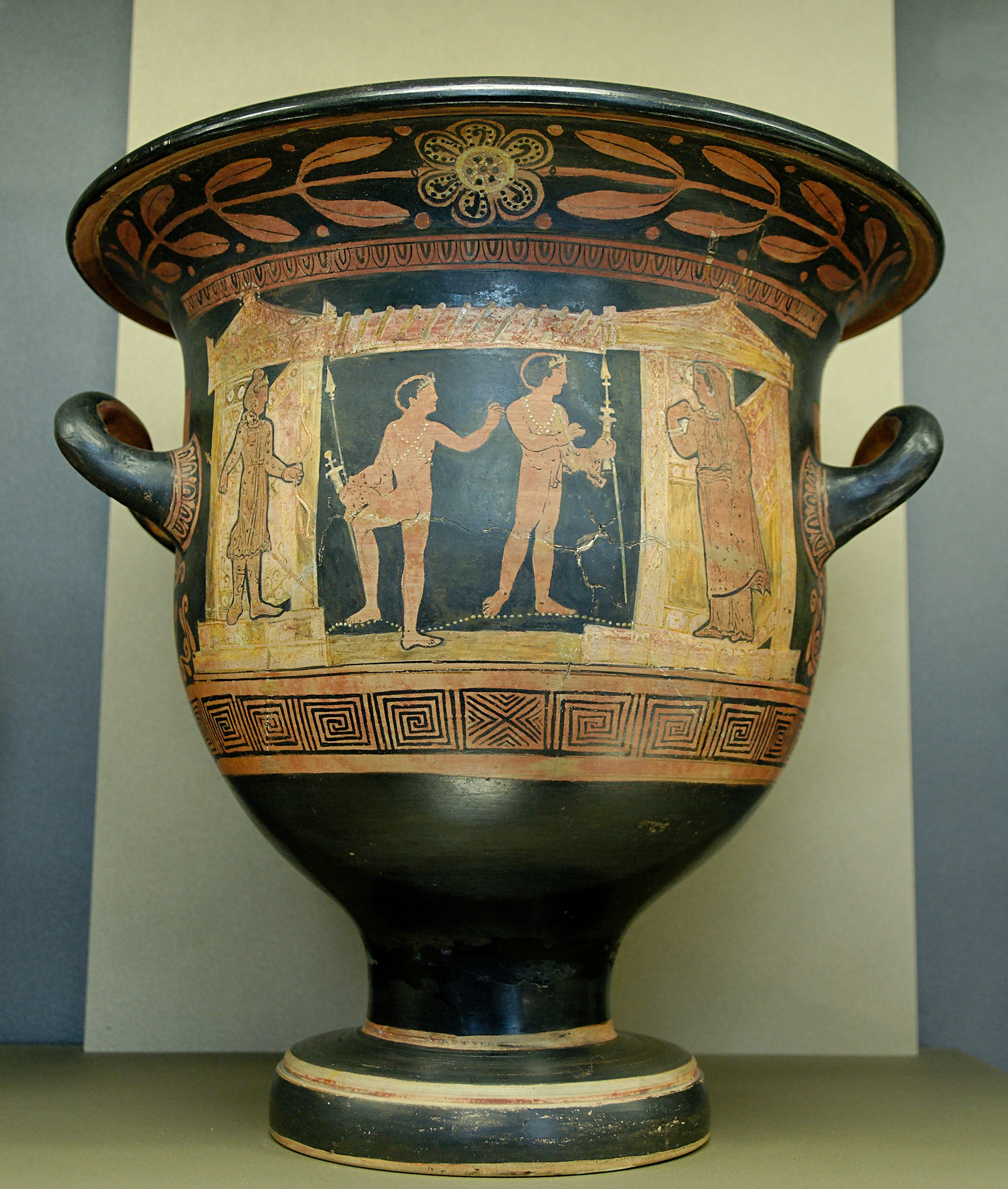
Zvoncový kráter
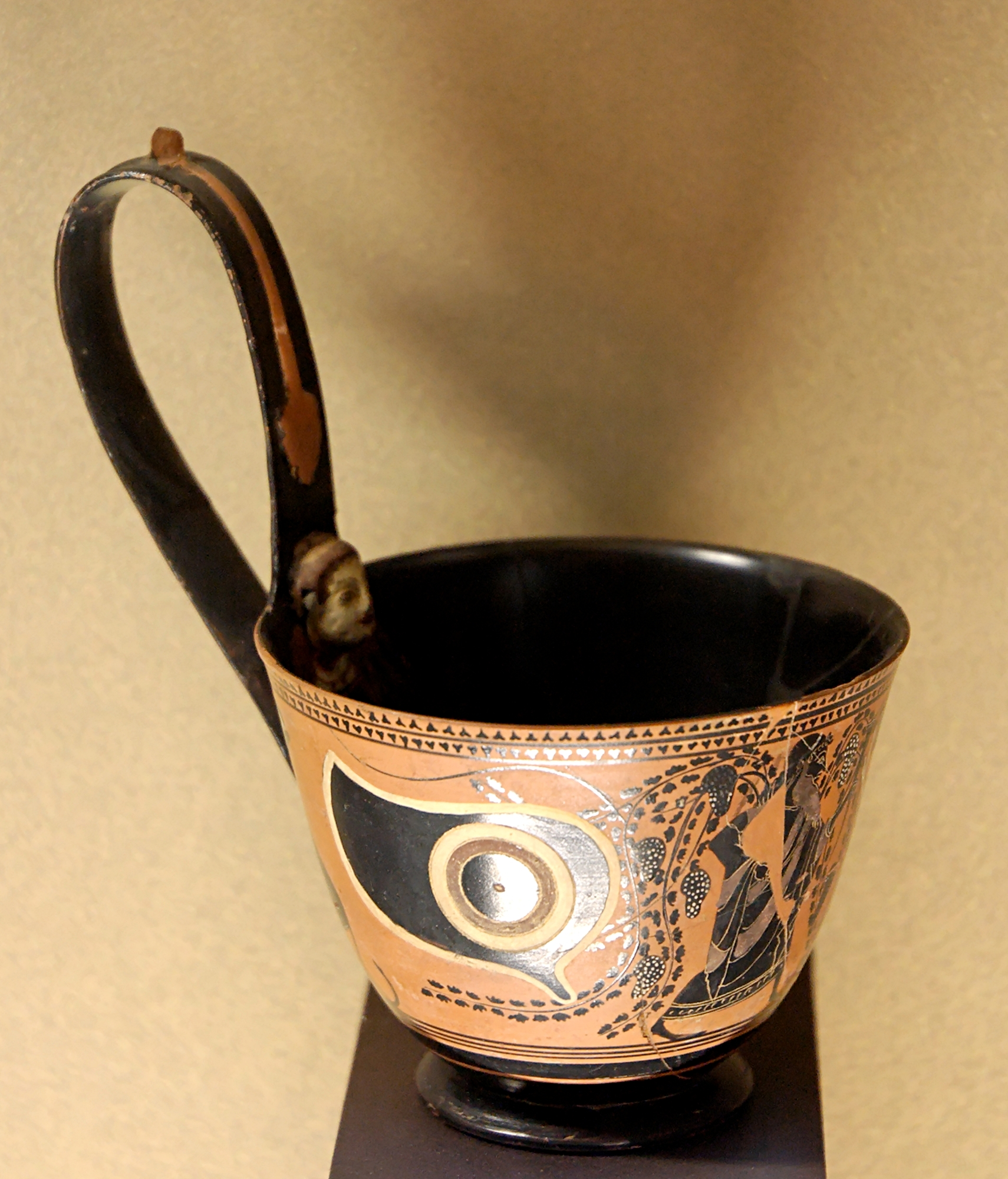
Kyathos
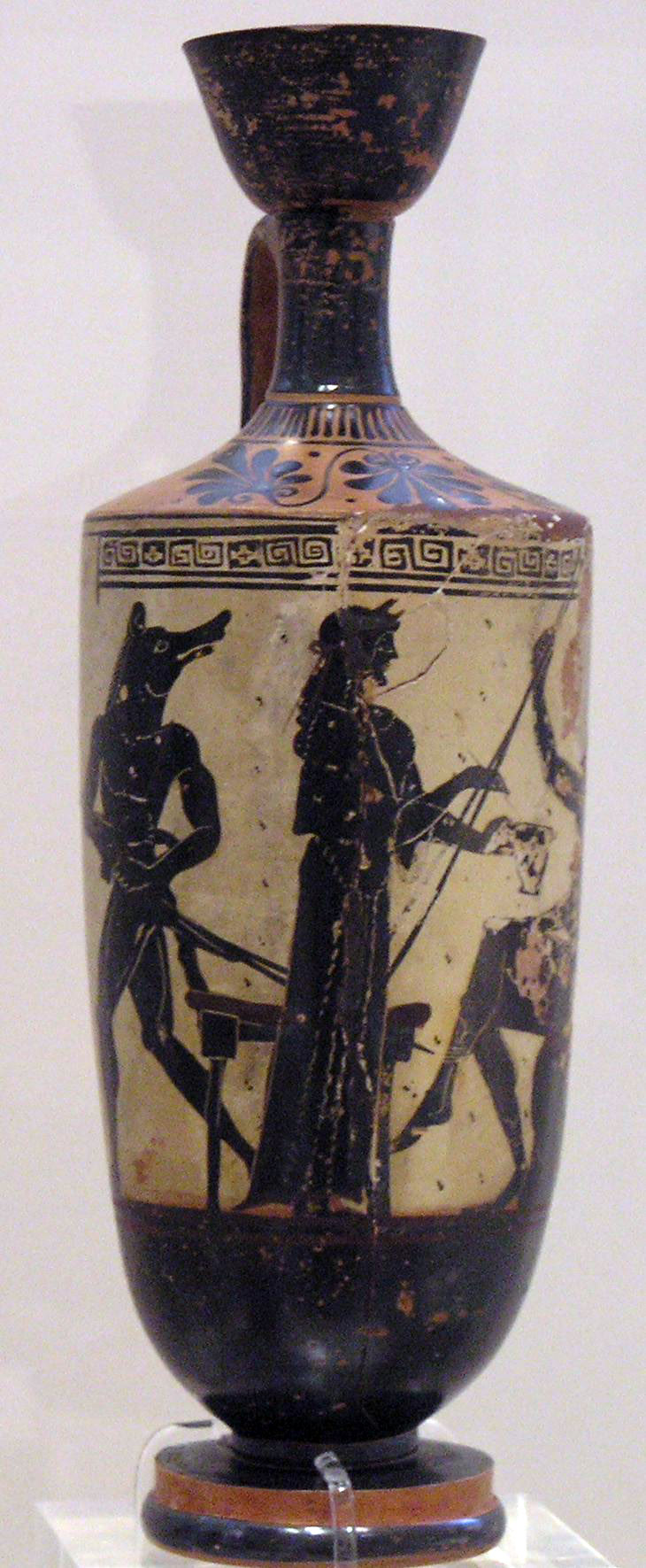
Lékythos.
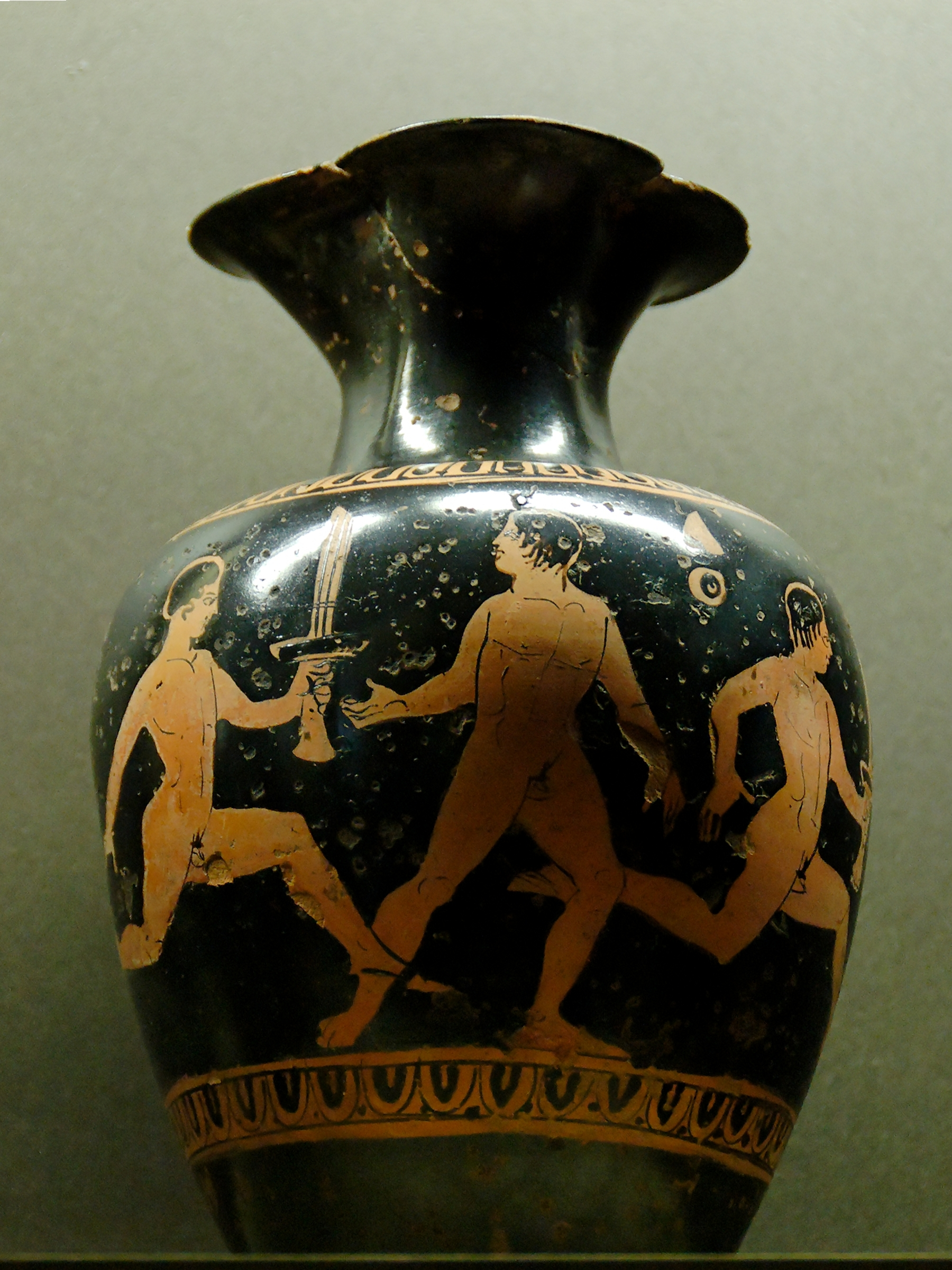
Oinochoé
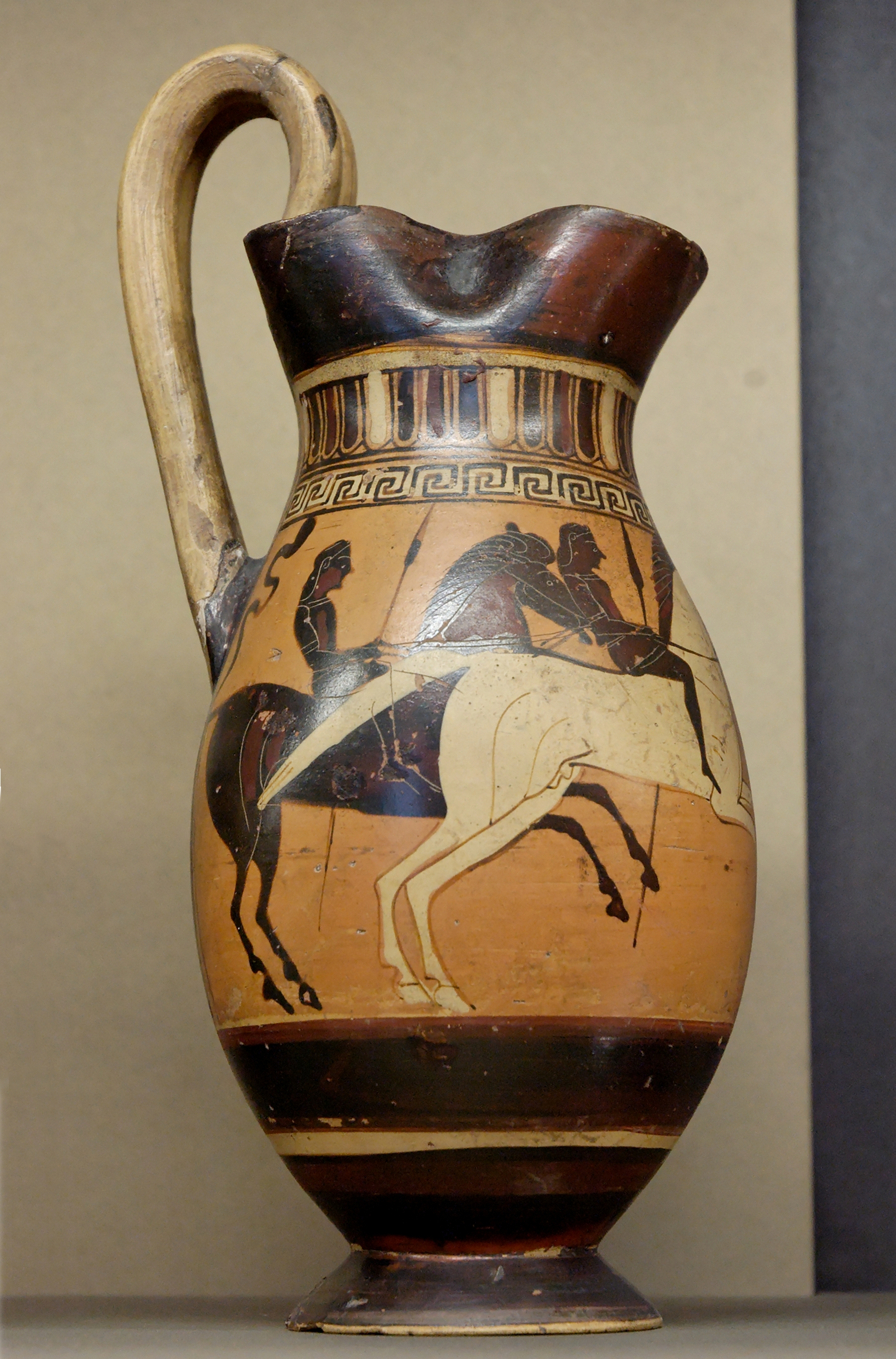
Olpé
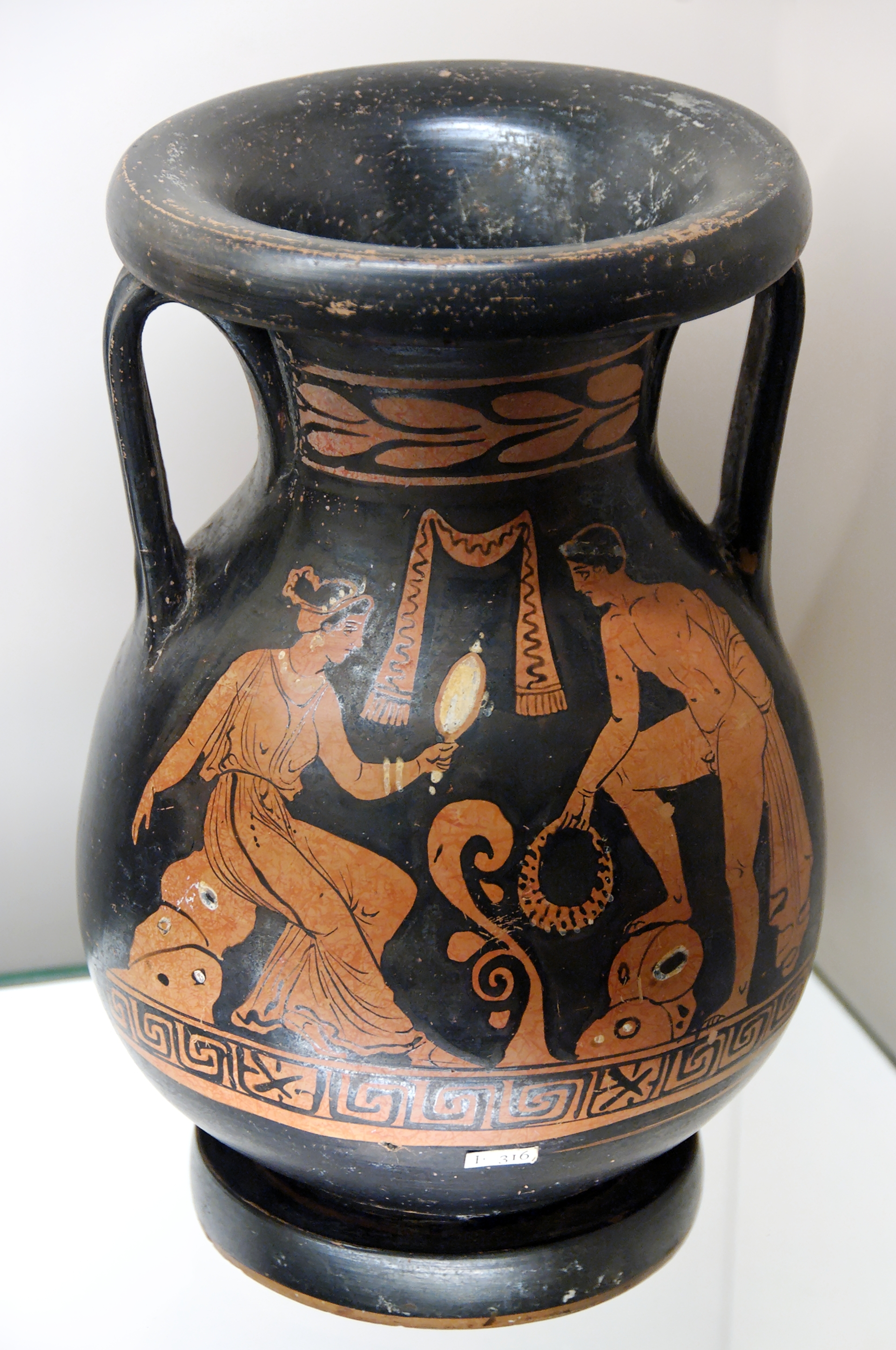
Peliké
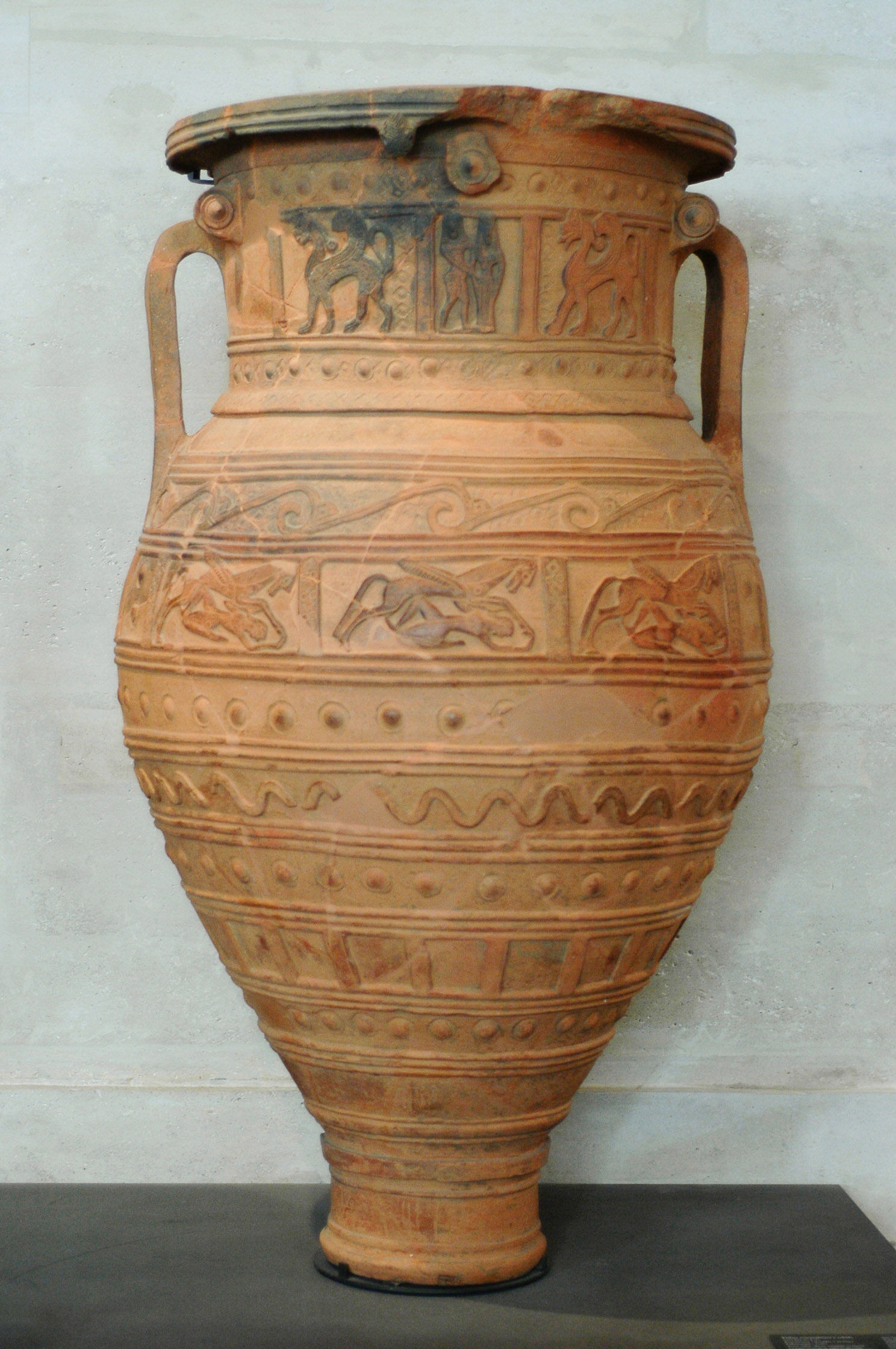
Pithos
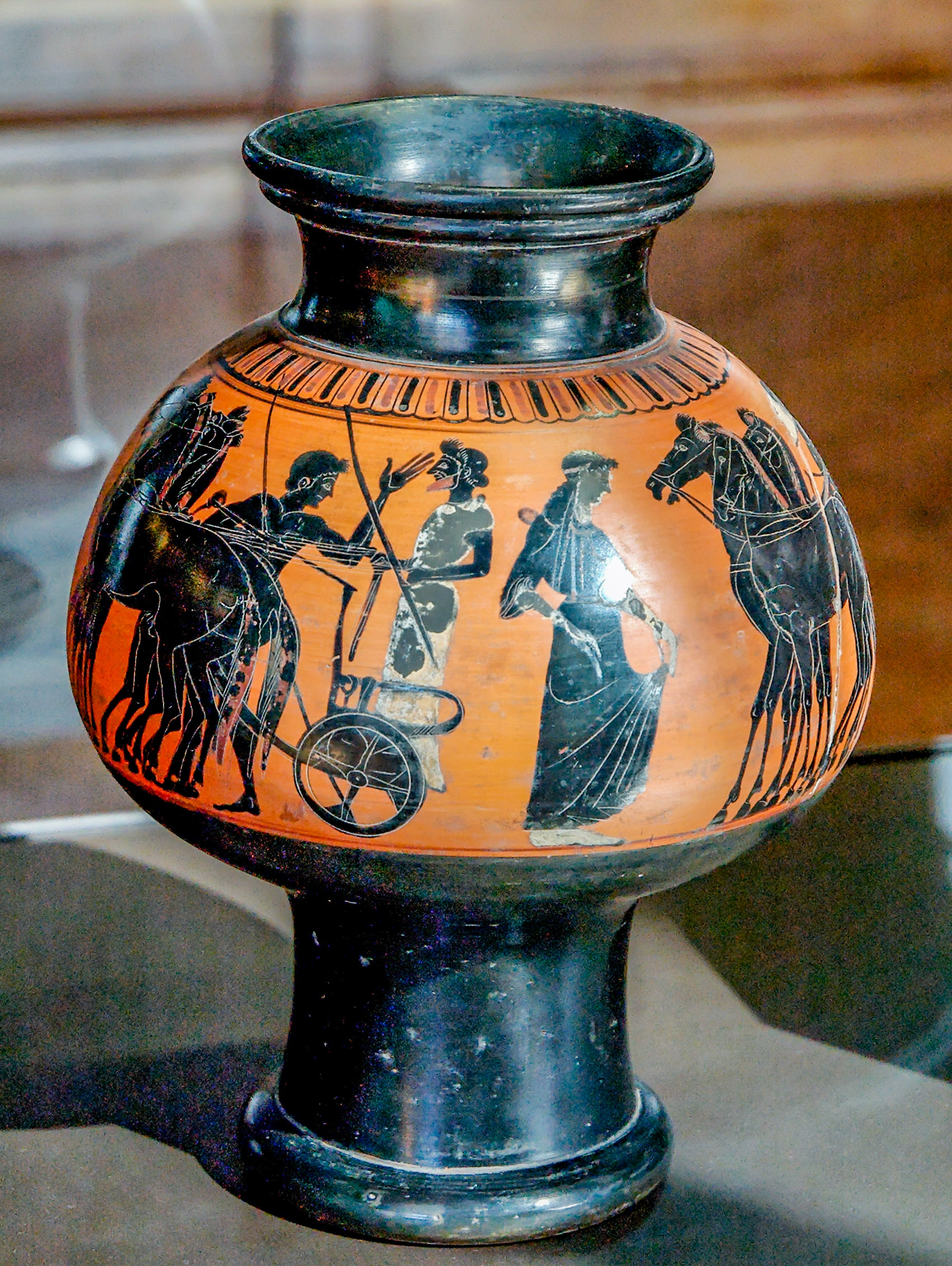
Psyktér
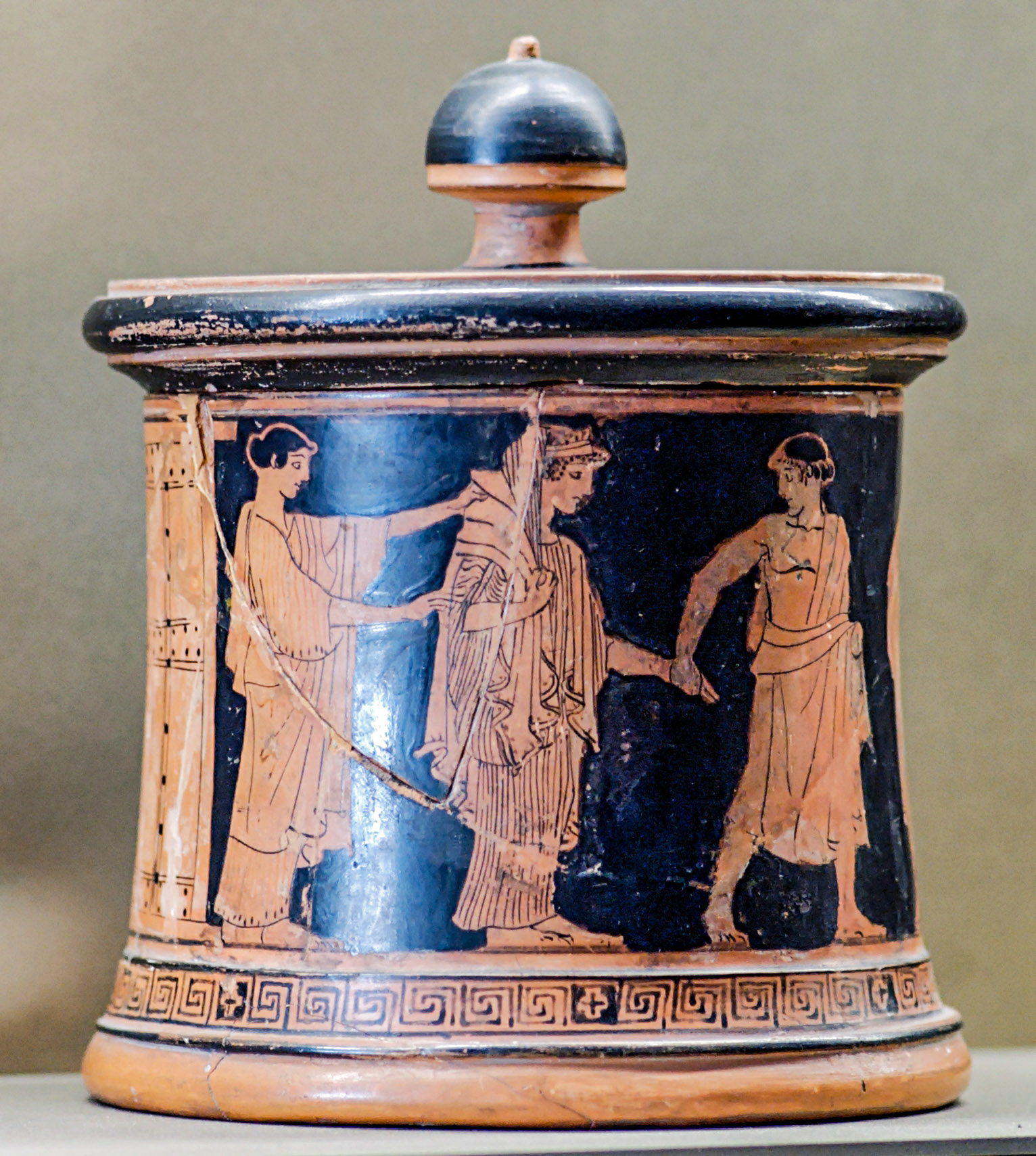
Pyxis
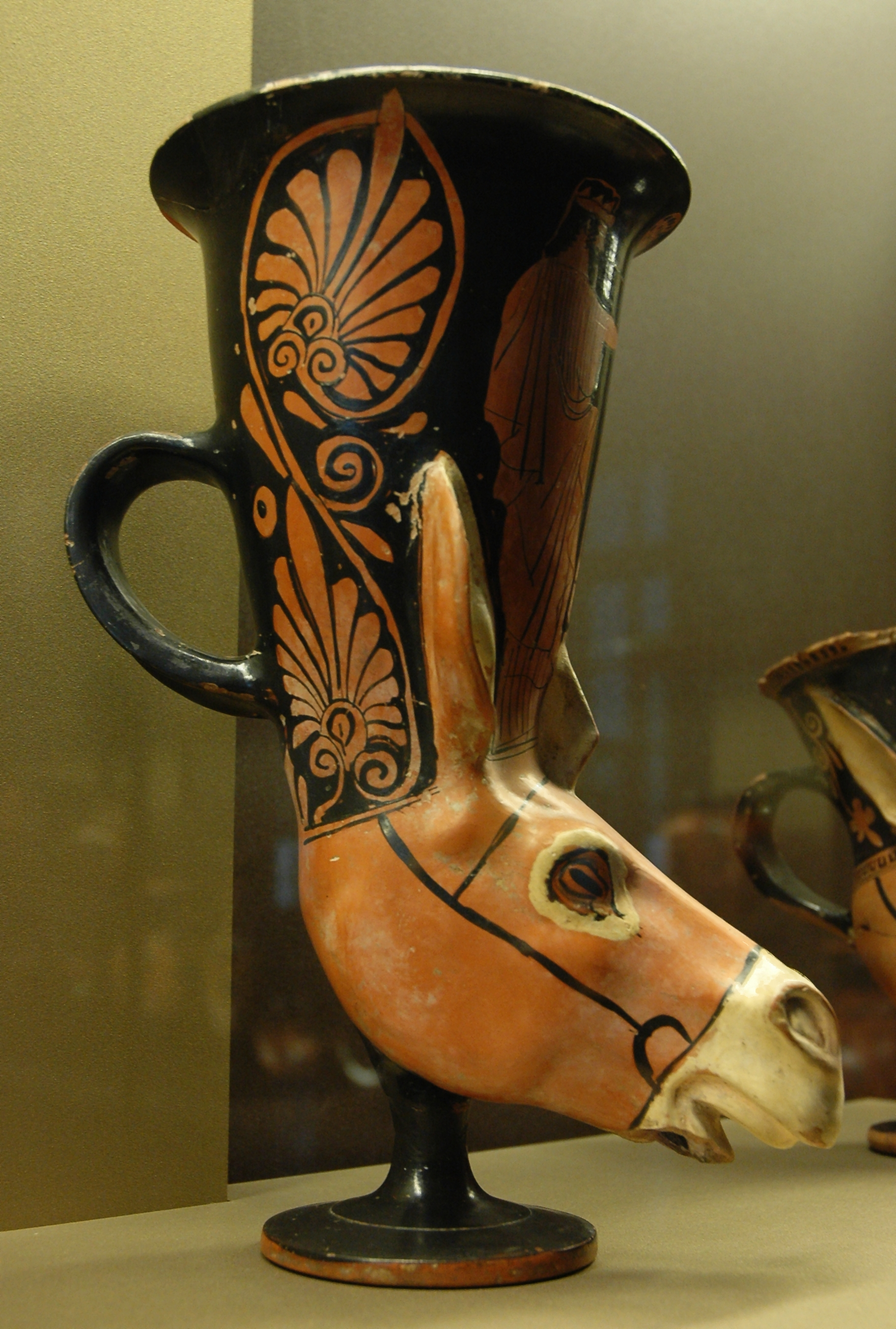
Rhyton.
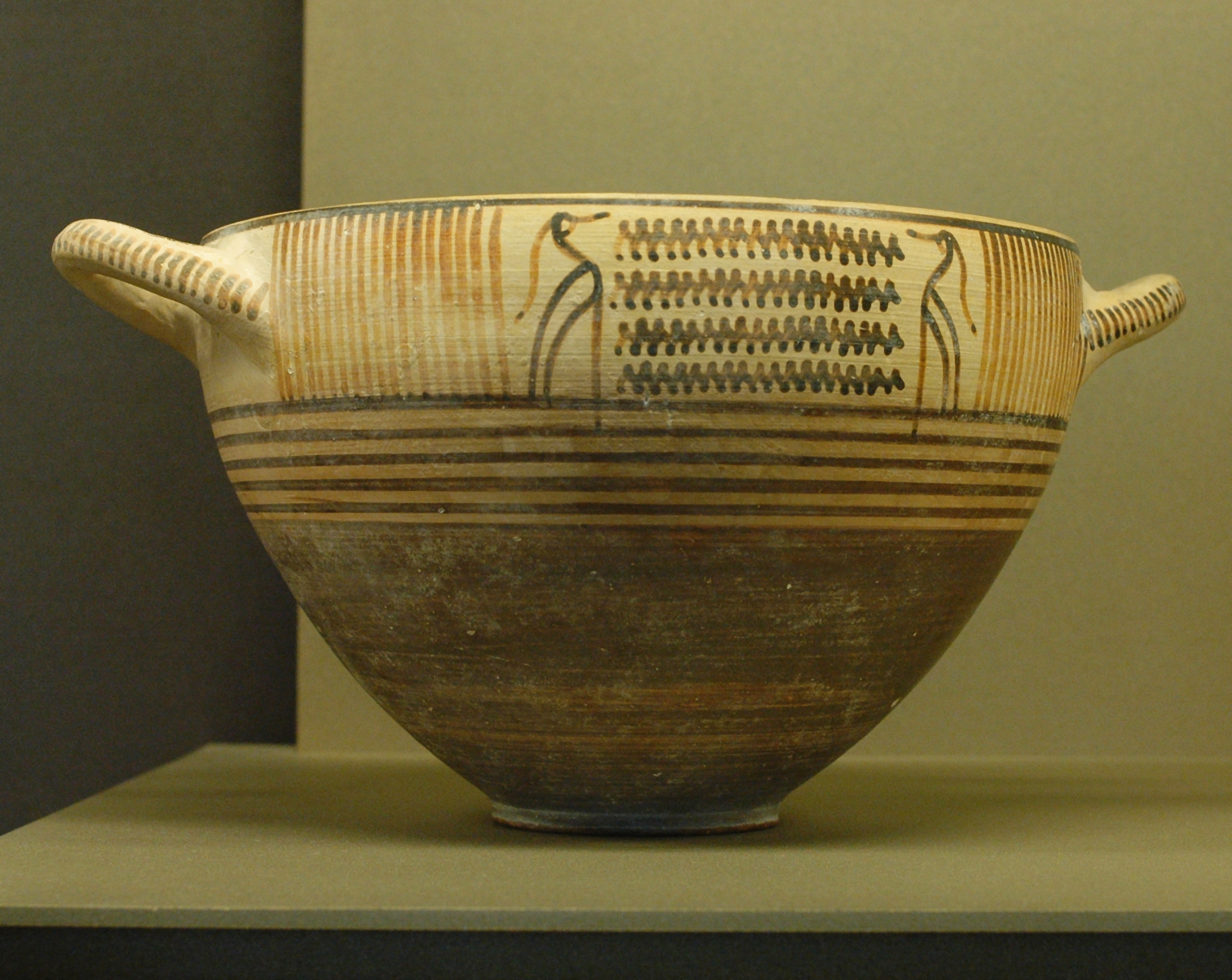
Skyfos
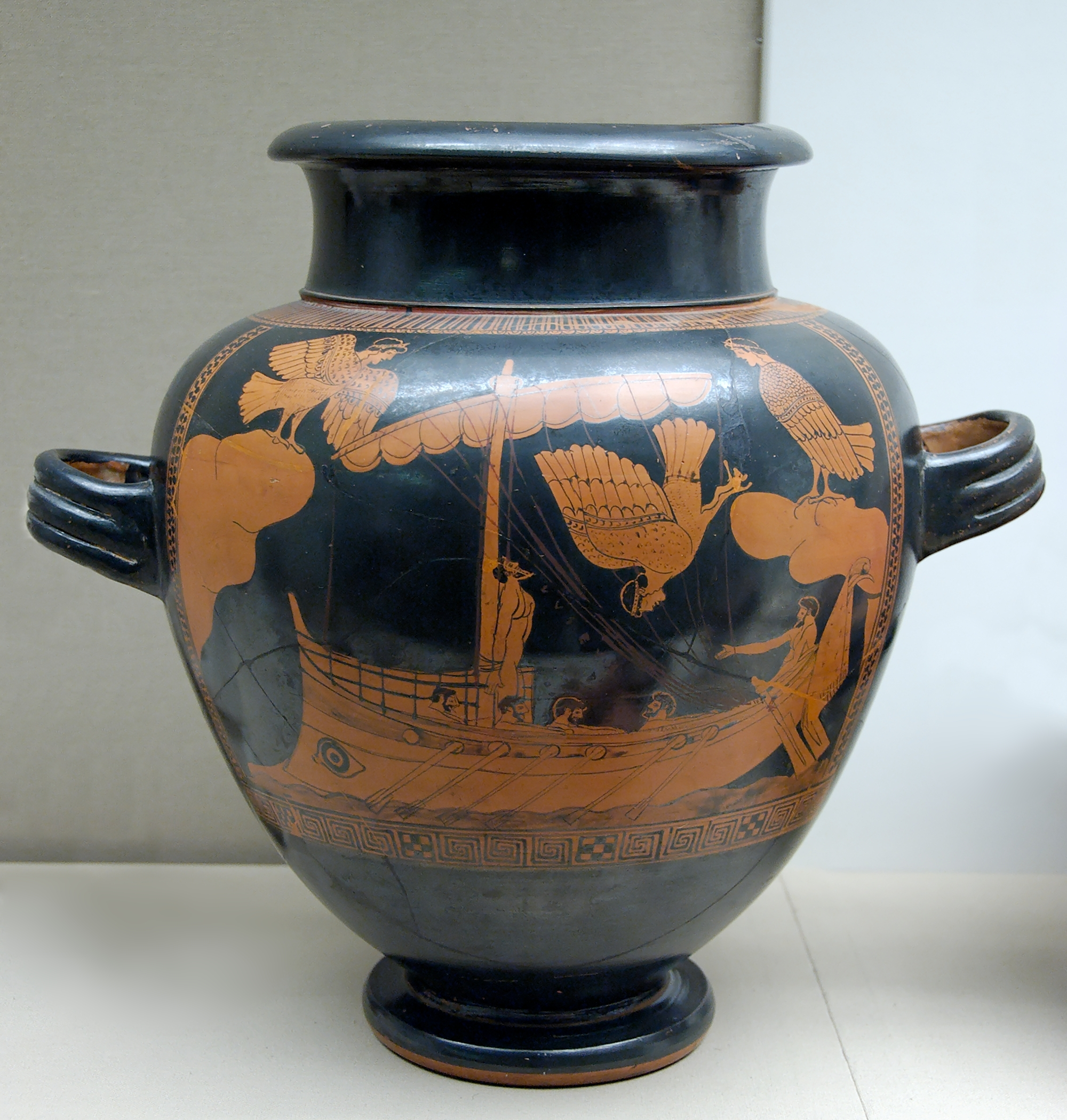
Stamnos.